# HMS Natal
El HMS Natal fue un crucero acorazado de la clase Warrior construido para la Marina Real Británica en la primera década del siglo XX. En 1911-1912 escoltó al yate real en el viaje del recién coronado rey Jorge V del Reino Unido a la India para asistir al Delhi Durbar. Durante la Primera Guerra Mundial, el buque fue asignado a la 2ª Escuadra de Cruceros de la Gran Flota, pero no participó en ninguna batalla. 
El Natal se hundió por una explosión interna cerca de Cromarty el 30 de diciembre de 1915 con la pérdida de al menos 390 tripulantes y civiles. La mayor parte de sus restos se recuperaron lentamente a lo largo de las décadas hasta que en la década de 1970 se demolieron los restos para que dejaran de ser un peligro para la navegación. Los restos de su naufragio están designados como lugar controlado en virtud de la Ley de Protección de Restos Militares de 1986 como tumba de guerra.

## Hundimiento

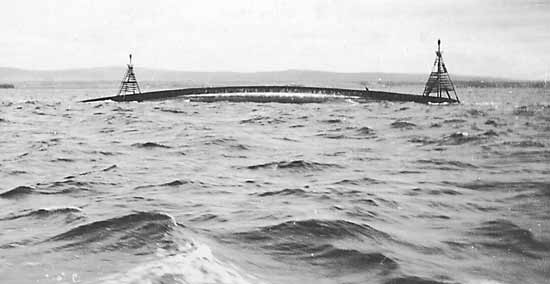
El casco volcado del Natal en Cromarty Firth

El 30 de diciembre de 1915, durante la Primera Guerra Mundial, el Natal se encontraba en el Fiordo de Cromarty con su escuadra, al mando del capitán Eric Back. El capitán estaba celebrando una fiesta de cine a bordo y había invitado a las esposas e hijos de sus oficiales, a un amigo civil y su familia, y a enfermeras del cercano buque hospital Drina. Esa tarde asistieron un total de siete mujeres, un hombre civil y tres niños.
Poco después de las 15:25, sin previo aviso, una serie de violentas explosiones desgarraron la parte trasera del buque, que zozobró cinco minutos después. Algunos pensaron que había sido torpedeado por un submarino alemán o que había detonado una mina colocada por un submarino, pero el examen de los restos reveló que las explosiones eran internas. Los buzos enviados a investigar el buque informaron de que las explosiones habían comenzado en la sala de proyectiles trasera de 9,2 pulgadas o en el cargador de 3 libras y armas ligeras. El consejo de guerra del Almirantazgo británico sobre las causas de su pérdida concluyó que había sido causada por una explosión interna de munición, posiblemente debida a cordita defectuosa. El Almirantazgo publicó una lista revisada de muertos y desaparecidos que ascendía a 390 en enero de 1916, pero no incluyó a las mujeres y niños que se encontraban a bordo ese día. Las pérdidas se enumeran de 390 a 421.
Como su casco seguía siendo visible en aguas bajas, hasta la Segunda Guerra Mundial todos los buques de guerra que entraban y salían de Cromarty hacían sonar la señal de "quieto" y los oficiales y hombres se ponían en guardia al pasar junto a los restos del naufragio. El resto fue volado en la década de 1970 para nivelar los restos y que no constituyeran un peligro para la navegación.
En la actualidad, los restos del naufragio están designados como lugar controlado en virtud de la Ley de Protección de Restos Militares de 1986.